# Witte halvemaanzweefvlieg
De witte halvemaanzweefvlieg (Scaeva pyrastri) is een vliegensoort uit de familie van de zweefvliegen (Syrphidae). De wetenschappelijke naam van de soort werd als Musca pyrastri in 1758 gepubliceerd door Carl Linnaeus.
De witte halvemaanzweefvlieg is zeer algemeen in Nederland en België. Hij wordt het vaakst waargenomen in open terreinen, grasland en wegbermen.
De soort heeft een vleugelslag tot 300 slagen per seconde. Hierdoor kan de halvemaanzweefvlieg zeer snel wegschieten, maar ook stil in de lucht hangen. De vleugelslag is hoorbaar als men voldoende dichtbij komt.